# Neculele
Neculele – wieś w Rumunii, w okręgu Vrancea, w gminie Vintileasca. W 2011 roku liczyła 454
mieszkańców.